# Il masnadiero
Il masnadiero (The Beggar's Opera) è un film del 1953 diretto da Peter Brook.
Il film trae ispirazione da L'opera del mendicante di John Gay.

## Trama
Il capitano MacHeath, il migliore di tutti i banditi e dei tagliagole d'Inghilterra, è innamorato di Polly Peachum, la figlia del re dei mendicanti, ma in passato ha avuto una storia con Lucy, la figlia del corrotto Constable Lockit. Per questi motivi, sia Peachum che Lockit vogliono liberarsi di MacHeath, per cui i due si alleano e cospirano per imprigionare e far condannare a morte il capitano furfante, ma un evento inaspettato soccorre MacHeath, salvandolo dal cappio del boia.

## Produzione
Il film fu prodotto dalla Herbert Wilcox Productions (con il nome Imperadio).

## Distribuzione
Distribuito dalla British Lion Film Corporation, il film fu presentato in prima a Londra il 9 giugno. Negli USA, venne distribuito dalla Warner Bros. Pictures e uscì in prima a New York il 24 agosto 1953.